# Варрон
Варро́н (лат. Varrō, предположительно, от varus — «кривоногий») — древнеримское родовое имя (когномен), носителями которого являлись Теренции.

## Теренции Варроны
- Теренций Варрон — квестор 154 года до н. э.
- Авл Теренций Варрон:[править]  -  Авл Теренций Варрон — претор 184 года до н. э.;
  -  Авл Теренций Варрон — легат в Греции в 146 году до н. э.;
  -  Авл Теренций Варрон — легат в Азии в 82 году до н. э., предполагаемый наместник Азии около 77 года до н. э.;
  -  Авл Теренций Варрон Мурена — консул-десигнат 23 года до н. э.
- Гай Теренций Варрон (ум. после 200 до н. э.) — римский консул, один из двух командующих армией в сражении при Каннах.
- Марк Теренций Варрон:[править]  -  Марк Теренций Варрон (116—27 до н. э.) — римский учёный-энциклопедист и писатель.
  -  Марк Теренций Варрон Гибба[1] (ум. 42 до н. э.) — квестор в 46[2][3] и плебейский трибун в 43 годах до н. э[4][5]. Погиб в битве при Филиппах[6].
  -  Марк Теренций Варрон Лукулл (ум. вскоре после 56 до н. э.) — консул Римской республики 73 года до н. э., младший брат полководца и богача Луция Лициния Лукулла.
- Публий Теренций Варрон (ок. 82 — ок. 35 до н. э.) — римский эпический поэт.

## Другие Варроны
- Квинт Рубрий Варрон — оратор, союзник Гая Мария.
- Гай Виселлий Варрон Акулеон (ум. 58 до н. э.) — квестор, эдил, народный трибун.
- Гай Виселлий Варрон — консул-суффект 12 года; возможно, внук предыдущего.
- Луций Виселлий Варрон[англ.] — консул 24 года, сын или брат предыдущего.
- Луций Лициний Варрон Мурена[англ.] (ум. 22 до н. э.) — участник заговора против Августа.
- Публий Туллий Варрон — проконсул Македонии.
- Публий Туллий Варрон — консул-суффект 127 года, сын предыдущего.
- Цингоний Варрон — консул-десигнат 68 года.